# Haven van Shanghai
De haven van Shanghai (Chinees; 上海港; pinyin; Shànghǎi Gǎng; Wu; Zaanhe Kaon), gelegen in de buurt van Shanghai, omvat een diepzeehaven en een rivierhaven.
De belangrijkste havenonderneming in Shanghai, de Shanghai International Port Group (SIPG), werd opgericht tijdens de wederopbouw van de Shanghai Port Authority. Bedrijven zoals de Shanghai Port Container Co. en Waigaoqiao Bonded Zone Port Co. waren betrokken in de haven van Shanghai.
In 2010 haalde de haven van Shanghai de haven van Singapore in om de drukste containerhaven ter wereld te worden. De haven van Shanghai behandelde 29,05 miljoen TEU, terwijl die in Singapore een half miljoen TEU achterliep. Shanghai behandelde in 2019 43,3 miljoen TEU.
Shanghai is een van de slechts 4 havensteden in de wereld die worden gecategoriseerd als een megastad met grote havens, vanwege de grote hoeveelheden havenverkeer en de grote stedelijke bevolking.

## Geschiedenis
De groei van de haven nam een aanvang in 1842 toen met het verdrag van Nanking, het eerste van de ongelijke verdragen, de haven toegankelijk werd voor internationale scheepvaart. De haven van Shanghai zou enkele tientallen jaren later al de grootste haven van het Verre Oosten worden, een omvang en groei die plots gestopt werd in 1949 door de communistische machtsovername.
Pas in 1991 lieten de centrale Chinese autoriteiten economische hervormingen en de doorstart van de havenexpansie toe. De beperkte diepgang van de oude haven in de monding van de Yangtze remde de ontwikkeling af, maar met de opening van de Yangshan Containerterminal in 2005 tekende de haven jaar na jaar grote groeicijfers op.

## Overslagcijfers
De haven is een van de grootste van China, ongeveer een kwart van alle lading dat per schip het land binnenkomt of uit gaat wordt hier overgeslagen. De overslagcijfers variëren per bron en dat komt mede door verschillen in de afbakening van de haven. Voor de containeroverslag zijn de cijfers meer eenduidig. Zo werd in 2010 volgens The Straits Times 650 miljoen ton afgehandeld (volgens AAPA 534 miljoen ton) en volgens beide bronnen werden 29,05 miljoen containers (uitgedrukt in TEU) in de haven doorgevoerd.
| Jaar | Overslag | 5 jaars groeicijfer | Overslag volgens SIPG | Overslag containers (x1000 TEU) |
| ---- | -------- | ------------------- | --------------------- | ------------------------------- |
| 1985 | 112,9    |                     |                       |                                 |
| 1990 | 139,6    | 23,6%               |                       |                                 |
| 1995 | 165,7    | 18,7%               |                       |                                 |
| 2000 | 204,4    | 23,4%               |                       |                                 |
| 2005 | 443,2    | 116,8%              |                       |                                 |
| 2010 | 563,2    | 27,1%               | 428,4                 | 29.069                          |
| 2011 | 624,3    |                     | 484,4                 | 31.739                          |
| 2012 | 637,4    |                     | 502,4                 | 32.529                          |
| 2013 | 682,3    |                     | 543,0                 | 33.773                          |
| 2014 |          |                     | 538,6                 | 35.285                          |
| 2015 | 649,1    | 2,9%                | 513,3                 | 36.537                          |
| 2016 | 644,8    |                     | 514,1                 | 37.713                          |
| 2017 | 705,4    |                     | 560,9                 | 40.233                          |